# 12170 Vanvollenhoven
A 12170 Vanvollenhoven (ideiglenes jelöléssel 2372 T-3) a Naprendszer kisbolygóövében található aszteroida. Cornelis Johannes van Houten,  Ingrid van Houten-Groeneveld és Tom Gehrels fedezte fel 1977. október 16-án.